# نیکلادهازا
نیکلادهازا (به مجاری:  Nyékládháza) یک منطقهٔ مسکونی در مجارستان است که در ناحیه میشکولتس واقع شده‌است. نیکلادهازا ۲۴٫۵۳ کیلومتر مربع مساحت و ۵٬۱۰۸ نفر جمعیت دارد.

## خواهرخوانده
شهرهای گمینا خژانوو (استان لهستان کوچک‌تر) و زانوف خواهرخوانده‌های نیکلادهازا هستند.